# Коновалик
Коновалик (укр. Коновалик) — село, 
Чупаховский поселковый совет,
Ахтырский район,
Сумская область,
Украина.
Код КОАТУУ — 5920355503. Население по переписи 2001 года составляет 10 человек .

## Географическое положение
Село Коновалик находится на расстоянии в 2 км от реки Ташань.
На расстоянии в 1 км расположено село Софиевка.